# 부산시청자미디어센터
부산시청자미디어센터(釜山視聽者미디어센터)는 시청자방송제작 지원과 미디어교육 등 시청자 권익향상을 위해 설립되었고 이후 약 10년간 대한민국 방송위원회 산하 한국방송통신전파진흥원에서 위탁운영하였다. 2005년 11월 개관하였으며, 부산광역시 해운대구 센텀중앙로 42 (우동 1472)에 위치해있다.
이후 광주 강원 대전 인천 서울 등 전국에 총 6개 시청자미디어센터가 차례로 생겼으며 2015년 7월 이들 모두를 총괄하는 시청자미디어재단 본부가 여의도에 들어섰다. 재단이 설립되면서 부산시청자미디어센터의 정식 명칭은 <시청자미디어재단 부산시청자미디어센터>가 된다.
시청자미디어재단은 이듬해인 2016년 2월 방송통신위원회 산하 위탁집행형 준정부기관으로 지정되었다.